# Stromanthe popolucana
Stromanthe popolucana är en strimbladsväxtart som beskrevs av Cast.-campos, Vovides och Vázq.Torres. Stromanthe popolucana ingår i släktet broktoppar, och familjen strimbladsväxter. Inga underarter finns listade.